# Claudio Villa
Claudio Villa, pseudonimo di Claudio Pica (Roma, 1º gennaio 1926 – Padova, 7 febbraio 1987), è stato un cantante e attore italiano.
Soprannominato Il Reuccio, occasionalmente fu anche autore, con 35 canzoni depositate a suo nome. Nell'arco della sua carriera ha venduto 45 milioni di dischi in tutto il mondo. Vanta assieme a Domenico Modugno il primato di vittorie (quattro) al Festival di Sanremo: nel 1955 con Buongiorno tristezza, nel 1957 con Corde della mia chitarra, nel 1962 con Addio... addio e nel 1967 con Non pensare a me. Vinse inoltre la serata degli autori indipendenti, istituita fuori concorso in occasione del Festival del 1957, con Ondamarina.

## Biografia
Nacque il primo giorno dell'anno 1926 a Roma, nel rione Trastevere, dove visse fino agli anni cinquanta per poi trasferirsi da adulto a Monteverde Nuovo. Di famiglia umile, il padre, Pietro Pica, faceva il vetturino mentre la madre, Ulpia Urbani (1898-1982), era casalinga. Raccontò di essere stato il primo ad aver scoperto, ancora ragazzo, l'eccidio delle Fosse Ardeatine, mentre cercava di capire, assieme a un prete, da cosa venisse il misterioso cattivo odore che infestava il suo quartiere. Vinse il primo concorso canoro al quale partecipò con la canzone Chitarratella, un grande successo di Carlo Buti che Claudio idolatrava e del quale incise poi molti brani. Nel 1946 partecipa, per la prima volta, ad alcune trasmissioni locali di Radio Roma della Rai. Nel 1947, per l'etichetta Parlophon, incide il suo primo disco contenente Serenatella dolce e amara e Canzoncella. Il 78 giri C 8134 è tra i più ricercati dai collezionisti.
Nel 1952 sposa l'attrice e doppiatrice cinematografica Miranda Bonansea, che gli darà l'anno dopo il suo primo figlio, Mauro; il matrimonio finirà dieci anni dopo. Sempre nel 1952 interpreta Serenata amara, il suo primo film da protagonista; realizzerà poi una trentina di film, quasi tutti solamente un pretesto per le sue esibizioni canore, passando dalla commedia all'italiana (La banda del buco, Fontana di Trevi, Primo applauso) alle storie d'amore strappalacrime (Solo per te Lucia, Canzone proibita, La canzone del destino). Il ruolo che ha più amato è stato quello dell'artista Mario Valli, recitato in Granada addio (1966) di Marino Girolami.

Nel 1955 partecipa al suo primo Festival di Sanremo, vincendolo, con Buongiorno tristezza in coppia con Tullio Pane. Prenderà parte al Festival in altre dodici occasioni, vincendo in totale quattro volte: nel 1955 appunto, nel 1957 con Corde della mia chitarra, nel 1962 con Addio… addio e nel 1967 con Non pensare a me. Con le sue quattro vittorie è, insieme a Domenico Modugno, il cantante con più vittorie in assoluto alla kermesse sanremese. 

Claudio Villa e Jula de Palma nel 1955

Nel 1957 viene sottoposto a un curioso processo da parte della rivista Sorrisi e Canzoni, dopo una sua dichiarazione ritenuta presuntuosa e immodesta (la famosa frase del "piedistallo"), in cui si chiede al pubblico di votare l'innocenza o assoluzione. Verrà assolto. La stessa procedura verrà replicata nel 1960, e dalle pagine della rivista riceverà un'arringa difensiva da parte di Pier Paolo Pasolini, che si schiererà per l'assoluzione del cantante. Verrà assolto con il voto di 138 225 lettori.

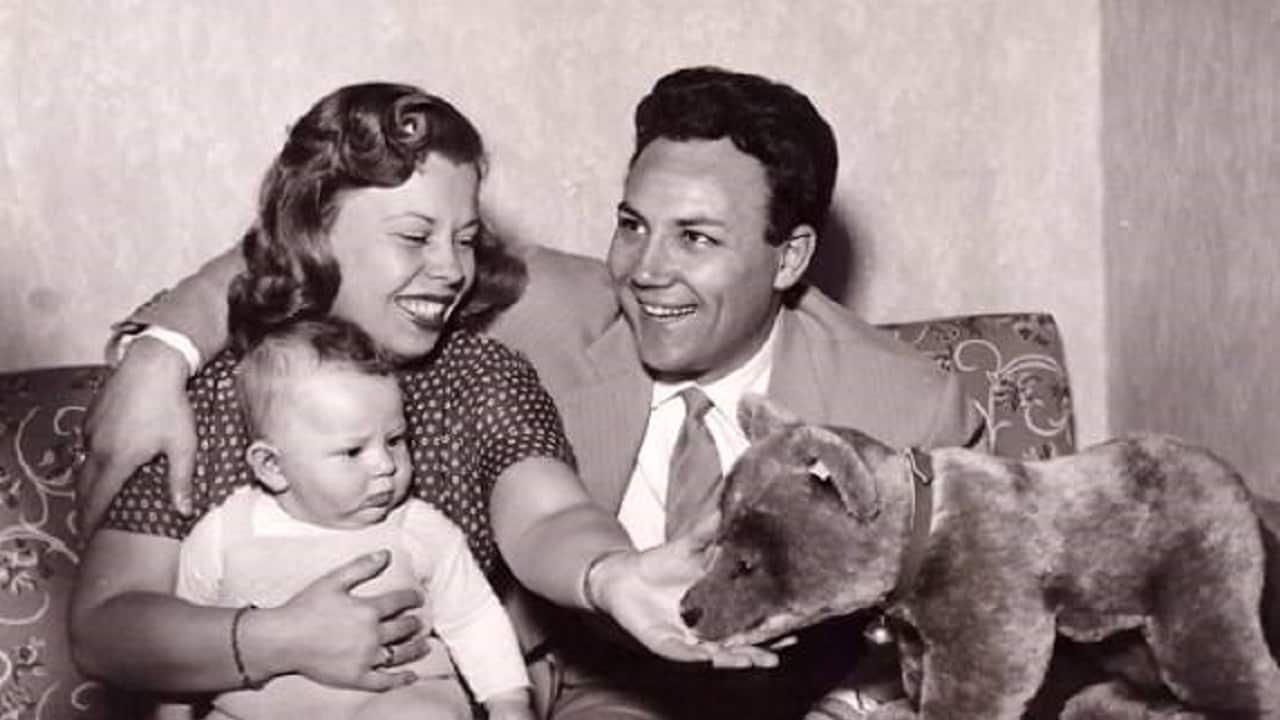
Claudio Villa con l'allora moglie Miranda Bonansea e il figlio Mauro (1953)

Nel 1957 partecipa all'Eurovision con la sua canzone Corde della mia chitarra, ancora oggi il brano più lungo mai eseguito alla kermesse. Nel 1959 con Binario (che è il suo esordio come cantautore) vince la prima edizione del Festival di Barcellona. Nel 1962 partecipa al Gran Festival di Piedigrotta. Sempre nel 1962 partecipa ancora all'Eurovision Song Contest con Addio addio classificandosi nono con solo tre punti mentre nel 1967 con Non andare più lontano arriva undicesimo nella stessa competizione.
Nel 1963 vince il Festival di Napoli con Jammo ja' con Maria Paris, mentre nel 1965 è semifinalista alla seconda edizione di Un disco per l'estate con Sifolina, una delle sue canzoni meno conosciute ma che porterà anche alla Mostra Internazionale di Musica Leggera di Venezia qualche mese dopo. Vince anche due edizioni di Canzonissima: quella del 1964 (chiamata Napoli contro tutti) con 'O sole mio e quella del 1966 (chiamata Scala reale) con Granada. Nelle edizioni di Canzonissima del 1965 e del 1967 (chiamate, rispettivamente, La prova del nove e Partitissima) si classifica terzo.
In quegli anni Villa ha una relazione durata circa sette anni con la soubrette siciliana Noemi Garofalo, da cui avrà altri due figli: nel 1962, Claudio e successivamente, nel 1966, Manuela (in arte Manuela Villa). Entrambi vengono riconosciuti suoi figli dal Tribunale di Roma dopo la sua morte, malgrado avessero iniziato la causa di riconoscimento quando ancora era in vita.
Tra il 1968 e il 1971 partecipa ogni anno a Canzonissima, arrivando sempre in finale. Claudio Villa, dotato di voce di stampo tenorile, non saprà dopo quegli anni rinnovarsi nel repertorio al cambiare dei tempi e delle mode. In particolare resterà per sempre legato alla canzone di stampo più melodico e popolare tipico degli anni cinquanta. Sono quasi proverbiali gli acerrimi scontri con chi criticava il suo repertorio. Ogni anno al Festival di Sanremo inscenava qualche polemica plateale con l'organizzazione e la stampa, sia che fosse fra i partecipanti, sia che ne venisse escluso. Però Claudio Villa ha potuto sempre contare sull'affetto del suo vasto pubblico, che seguiva ogni mossa della sua carriera. I suoi concerti registravano sempre il tutto esaurito.
Claudio Villa partecipa a Canzonissima 1972 e Canzonissima 1973, ma non riesce ad arrivare in finale. Nel 1973 è ospite a Dove sta Zazà?, celebre programma presentato da Enrico Montesano e Gabriella Ferri. Con la cantante romana, sua grande ammiratrice e amica, interpreta degli stornelli a dispetto, rimasti nella storia della canzone e della televisione italiana. Nello stesso anno partecipa alla Piedigrotta: Le nuove Canzoni di Napoli.
Nel 1973 si innamora di Patrizia Baldi, che sposerà in Campidoglio il 18 luglio 1975. Il loro matrimonio fece scalpore in quanto Patrizia era più giovane di 31 anni; ma, nonostante le critiche, il loro matrimonio durerà sino alla morte del cantante. Dal loro matrimonio sono nate altre due figlie: Andrea Celeste e Aurora.
Nel 1976 fonda a Roma, insieme al figlio Mauro, una radio privata, Radio Lazio, e conduce personalmente per alcuni anni una trasmissione chiamata Socialmente con Claudio Villa. 

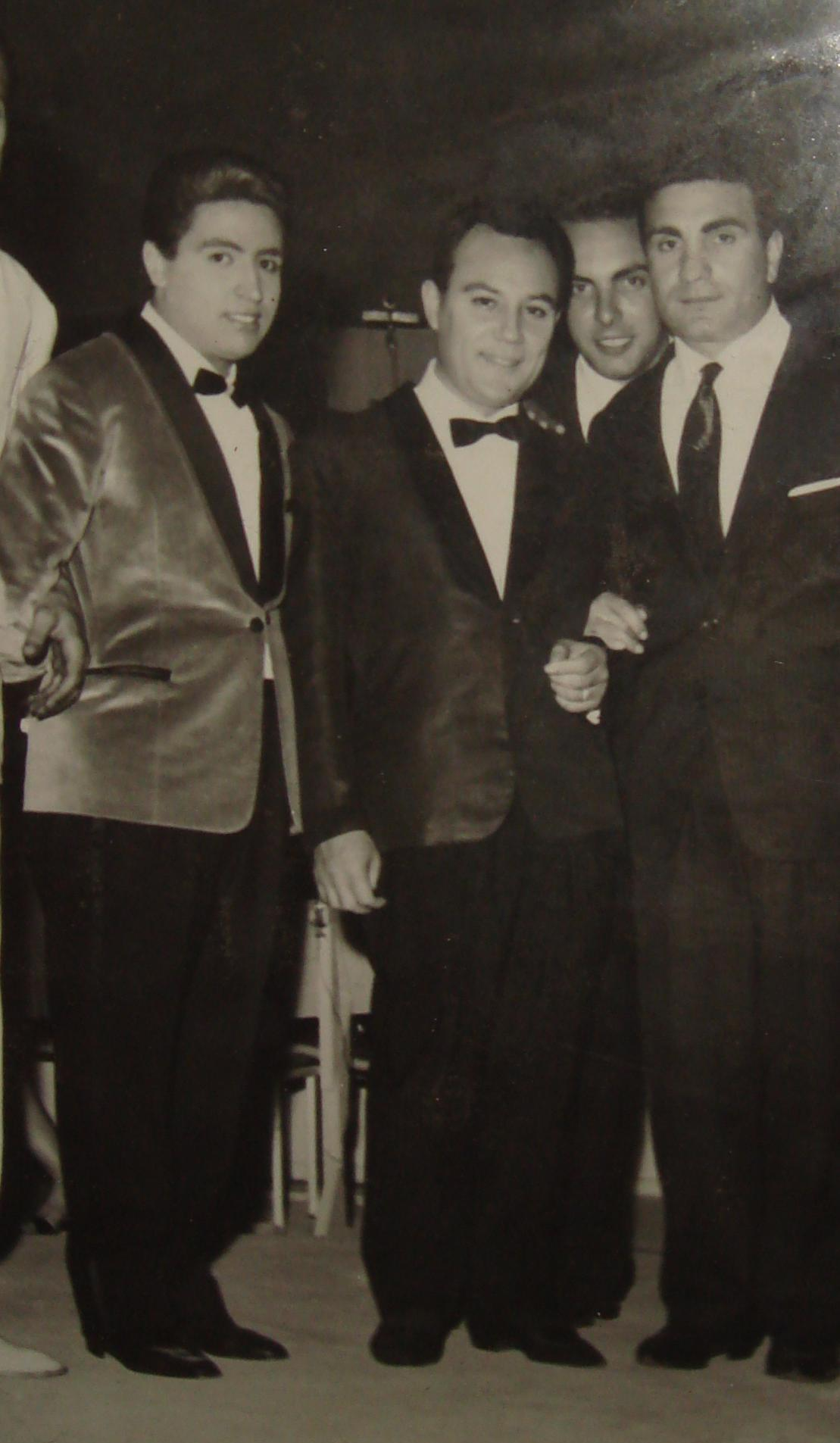
Mario Trevi e Claudio Villa nel 1962 al Gran Festival di Piedigrotta

Nel 1977 incide per la Ariston Records eWiva Villa, un raro LP che ripropone successi come Rosso di sera e Manuela con organico sinfonico e arrangiamenti disco di Victor Bacchetta.
Nel febbraio 1980 nasce Andrea Celeste e a maggio 1981 nasce Aurora. Claudio Villa torna quindi padre a 54 anni.
Nel 1981, in seguito a una perquisizione voluta dai giudici istruttori Gherardo Colombo e Giuliano Turone nella Villa Wanda di Licio Gelli, venne ritrovata la lista della P2. Tra i 932 iscritti, vi era anche il nome di Claudio Villa.
È interessante sottolineare che anche Claudio Villa, oltre al rivale Luciano Tajoli, interpretò negli anni cinquanta centinaia di canzoni ormai dimenticate, ma di un certo interesse. Tra queste vanno ricordate: Il ponte, La luna nel rio e Fontane romane, incise per l'etichetta Vis Radio.
Claudio Villa inizialmente, sotto la guida del Maestro Vigilio Piubeni della casa discografica Carisch, incise diversi dischi per l'etichetta Parlophon/Carisch e poi, dopo alcuni anni, incise altri successi come Luna Rossa o Torna per l'etichetta Vis Radio; successivamente incise i suoi dischi alla Cetra (che poi divenne Fonit Cetra).
Tra il 1980 e il 1985 fu ospite fisso del programma televisivo Il Bingoo, in onda sull'emittente regionale Antenna 3 Lombardia.

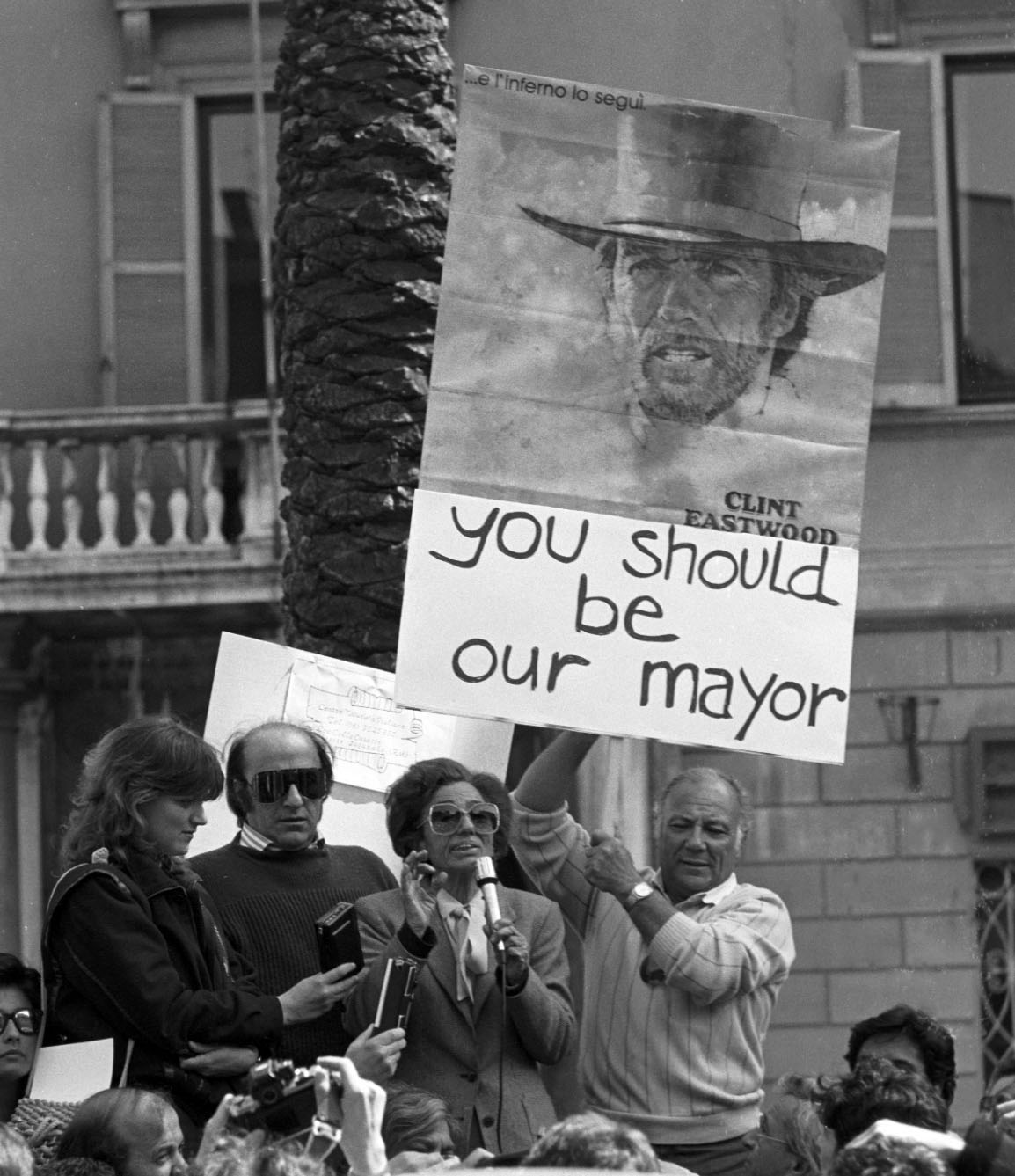
Piazza di Spagna 20 aprile 1986, manifestazione anti fast food nel centro di Roma organizzata da Claudio Villa con la professoressa Giulia Radino e Giorgio Bracardi

Il 1982 fu per Villa un anno particolarmente negativo, funestato dalla morte della madre. Nello stesso anno fu eliminato alla prima serata del Festival di Sanremo, dove aveva presentato la canzone Facciamo la pace. Nel 1984 fu ospite a Sanremo col brano fuori gara Un amore così grande. L'ultima apparizione sanremese risale all'edizione del 1985 con la canzone di taglio melodico Il mio primo angelo, che venne presa in considerazione da parte di pubblico e critica con quasi totale indifferenza. Nel 1985 fu ospite fisso del programma Il buon paese condotto da Claudio Lippi su Canale 5.
Nel 1986 si fece promotore del movimento anti fast food per contrastare la presenza di paninoteche nel centro di Roma, in special modo McDonald's a piazza di Spagna; la prima manifestazione si tenne il 20 aprile 1986 con la partecipazione di attori, registi, scrittori e musicisti tra cui Giorgio Bracardi, Renato Nicolini, Giulia Radino, Valerio Merola, Philippe Leroy, Luciano De Crescenzo, Bombolo, Marisa Laurito e altri.
Morì per un infarto il 7 febbraio 1987 all'età di 61 anni mentre era ricoverato da diversi giorni all'ospedale di Padova per un intervento chirurgico al cuore. Dal gennaio di quell'anno, infatti, lamentava problemi cardiaci e aveva già avuto un infarto, probabilmente causato dallo sforzo nell'avviare la sua motocicletta con la pedivella. La sua morte fu annunciata in diretta televisiva da Pippo Baudo durante la serata finale del Festival di Sanremo, a cui seguì poi un lungo applauso da parte di tutto il pubblico presente all'Ariston.
Nello stesso anno della morte, venne data alle stampe la sua biografia Una vita stupenda.
Da ateo convinto espresse in vita la volontà di vietare qualsiasi cerimonia religiosa per il suo funerale. Dopo la cremazione le sue ceneri sono state sepolte a Rocca di Papa, nel cimitero di San Sebastiano; sulla sua tomba vi è l'epitaffio "Vita sei bella, morte fai schifo".
Il 27 settembre 2024, su Rai 3, Villa è presente nel docufilm  'O Festivàl, dove, con artisti come Aurelio Fierro, Nunzio Gallo, Domenico Modugno, Ornella Vanoni, Mario Trevi e Peppino Di Capri, è testimone del Festival di Napoli attraverso filmati storici.

## Discografia parziale
Album in studio

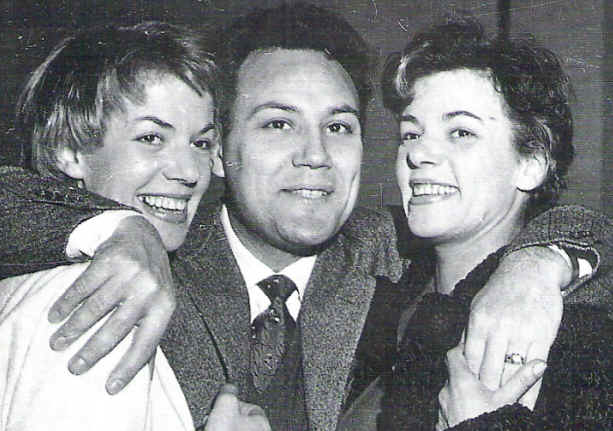
Claudio Villa e il Duo Fasano nel 1954

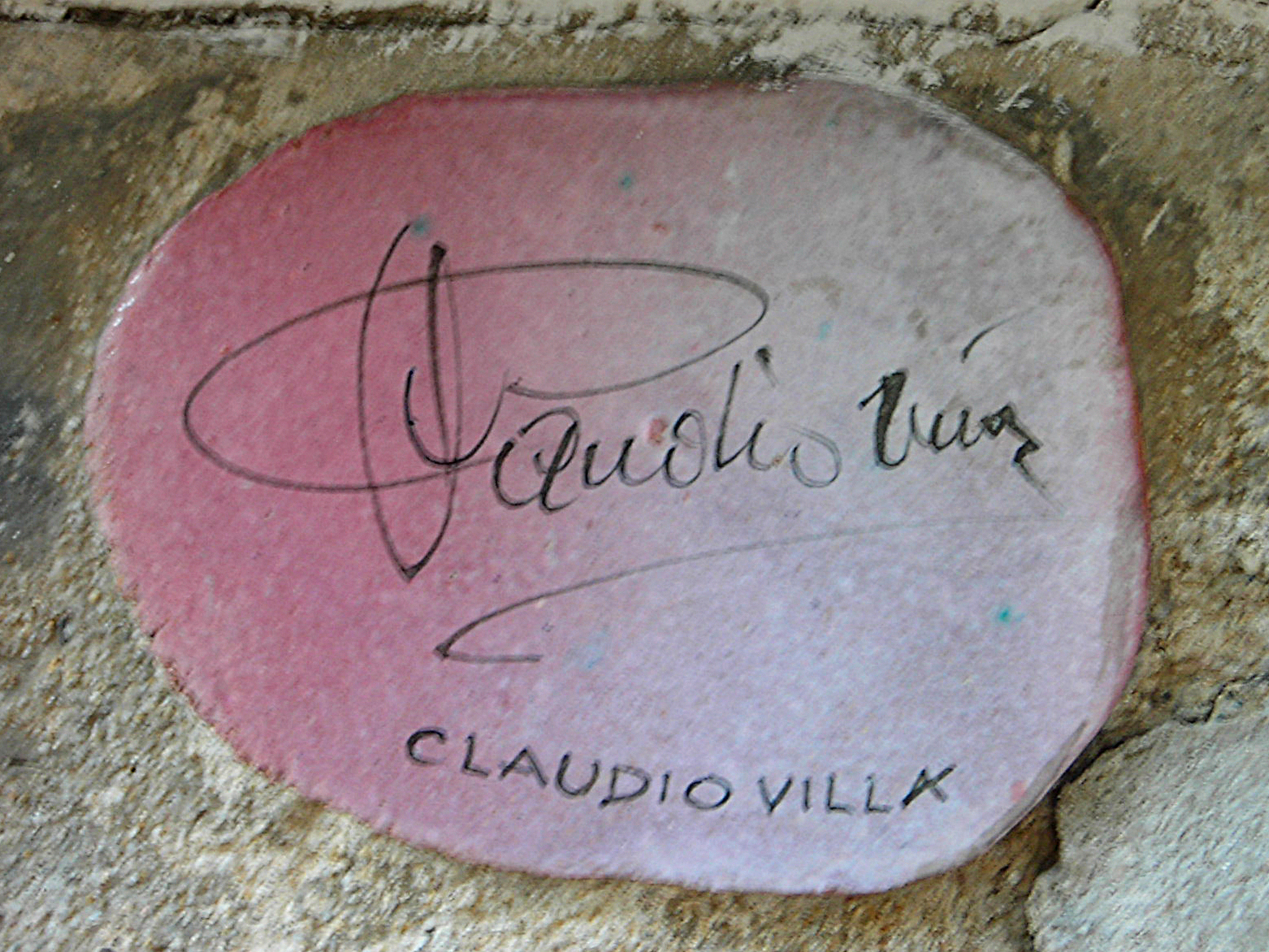
La piastrella del muretto di Alassio autografata da Villa

- 1956 – Claudio Villa (Parlophon, PMDQ 8014)
- 1957 – I tre grandi della canzone italiana - Con Giorgio Consolini e Luciano Tajoli (Parlophon, PMDQ 8022)
- 1957 – Claudio Villa (Parlophon, PMFQ 75005)
- 1957 – Claudio Villa (Parlophon, PMFQ 75007)
- 1957 – Claudio Villa (Vis Radio, ViMT 24005)
- 1957 – Claudio Villa (Vis Radio, ViMT 24006)
- 1957 – Claudio Villa (Vis Radio, ViMT 24014)
- 1957 – Claudio Villa (Vis Radio, ViMT 24016)
- 1957 – Claudio Villa (Vis Radio, ViMT 24018)
- 1957 – Claudio Villa (Vis Radio, ViMT 24019)
- 1957 – Claudio Villa (Vis Radio, ViMT 24020)
- 1957 – Claudio Villa (Vis Radio, ViMT 24028)
- 1957 – VII Festival della canzone - Sanremo 1957 (Cetra, LPE 2013)
- 1957 – Claudio Villa (Cetra)
- 1957 – Claudio Villa (Cetra)
- 1957 – Claudio Villa (Cetra)
- 1957 – Claudio Villa (Cetra)
- 1957 – Claudio Villa (Cetra)
- 1957 – Claudio Villa (Cetra)
- 1957 – Villa's story (Cetra)
- 1958 – Claudio Villa (Parlophon)
- 1958 – Claudio Villa (Vis Radio)
- 1958 – Claudio Villa (Vis Radio)
- 1958 – Claudio Villa (Cetra, LP 2)
- 1958 – Claudio Villa (Vis Radio)
- 1958 – VIII Festival della Canzone (Cetra)
- 1958 – Claudio Villa (Cetra)
- 1958 – Claudio Villa (Cetra)
- 1958 – Canzoni da films (Cetra)
- 1959 – Claudio Villa (Parlophon)
- 1959 – Claudio Villa (Parlophon)
- 1959 – Claudio Villa (Vis Radio)
- 1959 – Claudio Villa (Vis Radio)
- 1959 – Claudio Villa (Cetra)
- 1959 – Claudio Villa in Canzonissima 59 (Cetra)
- 1960 – Poesie e canzoni di Salvatore Di Giacomo (Cetra)
- 1960 – Canta l'Italia con Claudio Villa (Cetra)
- 1961 – Villa (Parlophon)
- 1961 – Souvenir de Naples (Vis Radio)
- 1961 – Canta Napoli 2 (Vis Radio)
- 1961 – 14 canzoni di Claudio Villa (Cetra)
- 1961 – Concerto alla Carnegie Hall (Cetra)
- 1962 – I maestri (Parlophon)
- 1962 – Canto a voce piena (Vis Radio)
- 1962 – Claudio Villa (Cetra)
- 1962 – Le canzoni al vento (Cetra, LPB 35017)
- 1963 – Borgo antico (Parlophon)
- 1963 – Da Il Cantatutto con Milva e Villa (Cetra, LPB 35019)
- 1963 – Claudio Villa canta Modugno (Cetra, LPB 35020)
- 1963 – Stornelli romani (Cetra)
- 1963 – Canzoni celebri vol.1 (Cetra, LPB 35022)
- 1964 – I protagonisti: Claudio Villa e Alvaro Amici (Vis Radio)
- 1964 – Le serenate di Claudio Villa (Vis Radio)
- 1964 – Claudio Villa (Vis Radio)
- 1964 – Canzoni celebri vol.2 (Cetra, LPB 35024)
- 1964 – Canzoni celebri vol.3 (Cetra, LPB 35025)
- 1964 – Canzoni celebri vol.4 (Cetra, LPB 35026)
- 1964 – Villa canta Napoli (Cetra)
- 1964 – Villa canta la sua Roma (Cetra)
- 1965 – Claudio Villa (Vis Radio)
- 1965 – Souvenir de Rome (Vis Radio)
- 1965 – Canzoni celebri vol.5 (Cetra, LPB 35028)
- 1967 – Claudio Villa e Milva - Live al Kosel Nenkin Hall di Tokyo (Cetra)
- 1968 – Roma 4 vol. 1 (Cetra)
- 1968 – Roma 4 vol. 2 (Cetra)
- 1968 – Claudio Villa (Cetra)
- 1968 – Claudio Villa canta l'operetta (Cetra)
- 1968 – 25 anni di canzoni (Cetra)
- 1968 – Bravo (Kapp Records - discografia estera)
- 1969 – Latin American Songs - International Hits vol.1 (Cetra)
- 1970 – Music for ever - International Hits vol.2 (Cetra)
- 1971 – Romanze dell'800 (Cetra)
- 1972 – Villa Tutto Dixieland (Cetra)
- 1973 – Antologia della canzone italiana vol.1 (Cetra)
- 1973 – Antologia della canzone italiana vol.2 (Cetra)
- 1973 – Stornelli e pasquinate (Cetra)
- 1973 – Canti della malavita romana (Cetra)
- 1974 – Liscio e balla (Cetra)
- 1974 – Una voce (Cetra)
- 1974 – Antologia della canzone italiana vol.3 (Cetra)
- 1974 – Antologia della canzone italiana vol.4 (Cetra)
- 1975 – Svejacore (CBS) - ha cantato con Franco Barbuto l'autore della canzone U Capiduzzo.
- 1976 – Ieri, oggi e domani (Ariston)
- 1977 – Complesso A Plettro - Radio Lazio – La Sagra Della Nuova Canzone Romana (Radio Lazio Records)
- 1977 – Per tutta la vita (Ariston)
- 1980 – Concerto all'italiana vol.1 (Cetra)
- 1980 – Concerto all'italiana vol.2 (Cetra)
- 1980 – Concerto all'italiana vol.3 (Cetra)
- 1980 – Concerto all'italiana vol.4 (Cetra)
- 1980 – Concerto all'italiana vol.5 (Cetra)
- 1980 – Concerto all'italiana vol.6 (Cetra)
- 1980 – Pasquinate villiane (Cetra)
- 1981 – Claudio Villa in concerto a Bussoladomani (Alpha Record)
- 1982 – I miei festivals di Sanremo (Alpha Record)
- 1984 – Claudio Villa (Cetra)
- 1985 – Romantici amori (Cetra)
- 1985 – Cantando (Cetra)

## Partecipazioni al Festival di Sanremo
- 1955 Buongiorno tristezza - in coppia con Tullio Pane
- 1955 Il torrente - in coppia con Tullio Pane
- 1955 Incantatella - in coppia con Narciso Parigi
- 1957 Corde della mia chitarra - in coppia con Nunzio Gallo
- 1957 Usignolo - in coppia con Giorgio Consolini
- 1957 Cancello tra le rose - in coppia con Giorgio Consolini
- 1957 Il pericolo numero uno - in duo con Gino Latilla e con l'altra Orchestra ripetuta da Natalino Otto
- 1957 Onda marina - in coppia con Giorgio Consolini (Premio per gli autori indipendenti)
- 1957 Chiesetta solitaria - in coppia con Giorgio Consolini (Premio per gli autori indipendenti)
- 1958 Giuro d'amarti così - in coppia con Nilla Pizzi
- 1958 Campana di Santa Lucia - in coppia con Giorgio Consolini
- 1958 Fragole e cappellini - insieme al Duo Fasano, e con l'altra Orchestra ripetuta da Aurelio Fierro e Trio Joyce
- 1958 Cos'è un bacio - in duo con Gino Latilla e ripetuta da Gloria Christian
- 1958 La canzone che piace a te - in duo col Duo Fasano, ripetuta da Aurelio Fierro e Nilla Pizzi
- 1959 Una marcia in Fa - in duo con Gino Latilla, ripetuta da Johnny Dorelli e Betty Curtis
- 1959 Un bacio sulla bocca - in coppia con Betty Curtis
- 1959 Partir con te - in coppia con Johnny Dorelli
- 1961 Mare di dicembre - in coppia con Sergio Renda
- 1962 Addio addio - in coppia con Domenico Modugno
- 1962 Quando il vento di aprile - in coppia con Aura D'Angelo
- 1963 Amor mon amour my love - in coppia con Eugenia Foligatti
- 1963 Occhi neri e cielo blu - in coppia con Aurelio Fierro
- 1964 Passo su passo - in coppia con Peggy March
- 1966 Una casa in cima al mondo - in coppia con Pino Donaggio
- 1967 Non pensare a me - in coppia con Iva Zanicchi
- 1969 Meglio una sera (Piangere da solo) - in coppia con Mino Reitano
- 1970 Serenata - in coppia con Tony Del Monaco
- 1982 Facciamo la pace
- 1984 Un amore così grande - partecipazione fuori gara solamente in qualità di ospite straordinario
- 1985 Il mio primo angelo - partecipazione fuori gara in qualità di ospite per presentazione di un nuovo LP

## Alcune delle sue interpretazioni più note
Una lista di alcune interpretazioni incise negli anni su varie etichette discografiche.
- 1947 Serenatella dolce e amara
- 1947 Cuore napoletano
- 1948 Angelo
- 1948 Vecchia Roma
- 1948 I pompieri di Viggiù
- 1948 L'onorevole Bricolle
- 1948 Perché lasciasti Napoli
- 1948 Calamita d'oro
- 1948 Mandolinatella
- 1948 Stornello amaro
- 1948 Scalinatella
- 1949 Acquerello napoletano
- 1949 Rumba all'italiana
- 1949 Qui sotto il cielo di Capri
- 1949 Vecchia Firenze
- 1949 Borgo antico
- 1949 Ci sposeremo a Napoli
- 1949 Zitta chitarra
- 1949 Fontana di Trevi
- 1949 Rosso di sera
- 1949 Borgatella di marina
- 1949 Pusilleco 'nsentimento
- 1949 Vierno
- 1949 Signorinella
- 1949 Com'è bello fà l'amore quanno è sera
- 1949 Quanno a Roma 'na maschietta te vò bene
- 1949 Primo amore
- 1950 Luna rossa
- 1950 Via maestra
- 1950 Torna piccina
- 1950 La signora di trent'anni fa
- 1950 Torna
- 1950 Manuela
- 1950 Mai ti dirò
- 1950 Venditrice di stornelli
- 1950 Zoccoletti
- 1950 Canzone di primavera
- 1951 Tu mi ricordi Napoli
- 1951 Voce 'e notte
- 1951 Core 'ngrato
- 1951 ''Na sera 'e maggio
- 1951 Anema e core
- 1951 Malafemmena
- 1951 Cancello chiuso
- 1951 Munasterio 'e Santa Chiara
- 1951 Luna algerina
- 1951 Stornello a pungolo
- 1951 Addio sogni di gloria
- 1951 'Nu quarto 'e luna
- 1951 Quando Milano cantava le serenate
- 1951 Marechiaro
- 1951 I' te vurria vasà
- 1951 Piazza di Spagna
- 1951 Bella dispettosa
- 1952 Vecchie mura
- 1952 Aggio perduto 'o suonno
- 1952 Cara piccina
- 1952 Vola colomba
- 1952 Vedi Napoli e poi muori
- 1952 Stornello trasteverino
- 1952 Buonanotte Cosenza
- 1952 Stradarella
- 1952 Terra straniera
- 1952 Sciummo
- 1952 Luna messaggera
- 1952 Bevo e canto
- 1952 Mi piacerebbe avere un piccolo veliero
- 1952 Uocchie ch'arraggiunate
- 1952 Carmela
- 1952 Vecchio scarpone
- 1953 Lunarella
- 1953 Buongiorno Giuliana
- 1953 Vola vola vola
- 1953 Pasquale militare
- 1953 Nannì ('Na gita a li castelli)
- 1954 Con te
- 1954 Casetta de Trastevere
- 1955 Arrivederci Roma
- 1955 Buongiorno tristezza
- 1955 Il torrente
- 1955 Incantatella
- 1955 Non ti scordar di me
- 1956 Aprite le finestre
- 1956 Guaglione
- 1956 Ti voglio come sei
- 1956 Tu scendi dalle stelle
- 1956 Serenata per le bimbe innamorate
- 1956 Il ponte
- 1957 Corde della mia chitarra
- 1957 Cancello tra le rose
- 1957 Il pericolo numero uno
- 1957 Usignolo
- 1957 Chiesetta solitaria
- 1957 Ondamarina
- 1957 Mexico
- 1957 Serenata per sedici bionde
- 1957 La canzone del destino
- 1957 Ninna nanna
- 1957 Lazzarella
- 1957 La vie en rose
- 1957 L'amore è una cosa meravigliosa
- 1957 Ave Maria di Schubert
- 1957 Ave Maria di Gounod
- 1957 Serenata del somarello
- 1957 Sono nato per cantare
- 1957 Tipitipitipso
- 1957 Cchiù bella 'de 'rrose
- 1957 C'è un sentiero nel cielo
- 1959 'O sole mio
- 1958 L'eco der core
- 1958 Mamma
- 1958 Fragole e cappellini
- 1958 Giuro d'amarti così
- 1958 La canzone che piace a te
- 1958 Campana di Santa Lucia
- 1958 Cos'è un bacio
- 1958 Non potrai dimenticare
- 1958 Nel blu dipinto di blu
- 1958 Timida serenata
- 1959 Binario
- 1959 Piove
- 1959 Io
- 1959 Vivere
- 1959 Caravan petrol
- 1959 Vieneme 'nsuonno
- 1960 Libero
- 1960 Romantica
- 1960 'E 'rrose e tu
- 1960 Marina
- 1961 Gelosamente
- 1961 'A vucchella
- 1961 'O paese d'o sole
- 1962 Addio addio
- 1963 Piccola Butterfly
- 1963 Jamme jà
- 1964 Passo su passo
- 1964 Ti voglio tanto bene
- 1964 La bandiera dell'amore
- 1966 Granada
- 1966 Ora più che mai
- 1966 Una casa in cima al mondo
- 1967 Non pensare a me
- 1967 Concerto alla vita
- 1968 Fermarono i cieli
- 1969 Quando siamo vicini
- 1969 Il tuo mondo
- 1969 El cumbanchero
- 1969 Ciliegi rosa
- 1969 Ti pi tin
- 1969 Rumba delle noccioline
- 1969 Strangers in the night
- 1971 La cosa più bella (Che si dà)
- 1971 Il traguardo dell'amore
- 1972 Io vivo con te
- 1972 Maramao perché sei morto
- 1972 Passeggiando per Milano
- 1972 Notte e dì
- 1972 C'è un uomo in mezzo al mare
- 1973 Non è una campana
- 1973 La campana di San Giusto
- 1973 'A canzone 'e Napule
- 1973 Canti nuovi
- 1973 Ciribiribin
- 1973 Te chiamme Angela
- 1974 Se io fossi ricco
- 1974 Michelle
- 1974 Mi ritorni in mente
- 1974 Grande, grande, grande
- 1974 Perché ti amo
- 1974 Questo piccolo grande amore
- 1974 Tanto 'pe cantà
- 1974 La paloma
- 1974 A media luz
- 1974 Caminito
- 1974 Eulalia Torricelli
- 1974 A la Renella
- 1974 Yvonne
- 1974 Quel motivetto che mi piace tanto
- 1974 Tango delle capinere
- 1974 Tango della gelosia
- 1975 Canta Pierrot
- 1975 Chitarratella
- 1975 Roma capoccia
- 1975 La fruttarola
- 1975 La società dei magnaccioni
- 1975 Serenata a un core
- 1976 Voglio una donna (Quiero)
- 1977 Carina
- 1977 Per tutta la vita
- 1977 Permettete signorina
- 1980 Roma gattarola
- 1980 Voglio vivere così
- 1980 Dove sta Zazà
- 1980 Tammurriata nera
- 1980 C'è una chiesetta (amor)
- 1980 Ciccio formaggio
- 1980 Quando è tempo d'amore
- 1982 Buon compleanno
- 1982 El condor pasa
- 1982 Facciamo la pace
- 1982 Concerto per chi non ama
- 1982 Fiume
- 1983 Concerto d'amore
- 1985 Nessun dorma (Vincerò)
- 1984 Un amore così grande
- 1985 Il poeta
- 1985 Caro amore (Concerto per Aranjuez)
- 1985 Ormai
- 1985 Il mio primo angelo
- 1986 Cantando

Della produzione di Claudio Villa fanno parte anche brani mai pubblicati ufficialmente, interpretazioni alternative, esibizioni dal vivo (inesistenti su supporti di qualsiasi tipo) e brani tratti dalle colonne sonore dei suoi film. Esempio: Walzer delle candele, Ragnatela e Mandulinata a Napule (registrate da Claudio per i suoi film, ma mai pubblicate), Giamaica e Romagna mia (eseguite in alcuni concerti dal vivo), e poi Finisce qui, Ol' man river, Oh mia bella Madunina, Il walzer del buonumore e diverse altre che ha eseguito in noti programmi televisivi italiani.

## Filmografia
- Sono io l'assassino, regia di Roberto Bianchi Montero (1948)
- Botta e risposta, regia di Mario Soldati (1950)
- Canzone di primavera, regia di Mario Costa (1951)
- Stasera sciopero, regia di Mario Bonnard (1951)
- Vedi Napoli e poi muori, regia di Riccardo Freda (1952)
- Solo per te Lucia, regia di Franco Rossi (1952)
- Serenata amara, regia di Pino Mercanti (1952)
- Canzone d'amore, regia di Giorgio Simonelli (1954)
- Ore 10: lezione di canto, regia di Marino Girolami (1955)
- Canzone proibita, regia di Flavio Calzavara (1956)
- Guaglione, regia di Giorgio Simonelli (1956)
- San Remo canta, regia di Domenico Paolella (1956)
- Vivendo cantando... che male ti fò?, regia di Marino Girolami (1957)
- Sette canzoni per sette sorelle, regia di Marino Girolami (1957)
- Serenate per 16 bionde, regia di Marino Girolami (1957)
- Primo applauso, regia di Pino Mercanti (1957)
- C'è un sentiero nel cielo, regia di Marino Girolami (1957)
- Buongiorno primo amore!, regia di Marino Girolami (1957)
- La canzone del destino, regia di Marino Girolami (1957)
- L'amore nasce a Roma, regia di Mario Amendola (1958)
- Perfide ma... belle, regia di Giorgio Simonelli (1958)
- Destinazione Sanremo, regia di Domenico Paolella (1959)
- Quanto sei bella Roma, regia di Marino Girolami (1959)
- Un canto nel deserto, regia di Marino Girolami (1959)
- La banda del buco, regia di Mario Amendola (1960)
- Fontana di Trevi, regia di Carlo Campogalliani (1960)
- Appuntamento in Riviera, regia di Mario Mattoli (1962)
- Granada, addio!, regia di Marino Girolami (1967)
- Melodrammore, regia di Maurizio Costanzo (1978)
- "FF.SS." - Cioè: "...che mi hai portato a fare sopra a Posillipo se non mi vuoi più bene?", regia di Renzo Arbore (1983)

## Televisione
- L'usignolo d'argento, a cura di Michele Galdieri, orchestre dirette da Carlo Savina e Armando Fragna, cantano Meme Bianchi, Gianni Ravera, Odoardo Spadaro e Claudio Villa, presenta Rosalba Oletta 1955;
- Carosello, rubrica pubblicitaria televisiva cui Villa partecipò nel 1963 in una serie di sketch nei quali pubblicizzava le confetture della Arrigoni;
- Roma 4, con Claudio Villa passeggiate per la città, di Bernardino Zapponi e Stefano De Stefani orchestra di Enrico Simonetti regia di Stefano De Stefani 30 aprile 1967;
- Concerto all'italiana, con Claudio Villa, Paola Tedesco, e l'orchestra della Rai, regia di Mauro Macario (Rai, 1980);
- I tre moschiettieri (minimusical presentato dal Quartetto Cetra per la Biblioteca di Studio Uno, in onda sul Primo Canale Nazionale), in cui vestiva i panni del Re e cantava in duetto con Nilla Pizzi le parodie di Marina e Grazie dei fiori.
- Il buon paese, varietà di Canale 5 condotto da Claudio Lippi, nel 1985, dove Claudio Villa era l'ospite musicale fisso.

## Programmi radiofonici Rai
- Successi Italiani della canzone 1946, con l'orchestra di Tito Petralia e i cantanti Leda Valli, Claudio Villa, trasmessa il 13 febbraio 1947
- Nello Segurini e la sua orchestra, programma musicale con i cantanti Claudio Villa, Paolo Sardisco. Aldo Alvi, trasmesso il 19 settembre 1947
- Girotondo di melodie e canzoni, programma con l'orchestra di Armando Fragna e i cantanti Claudio Villa, Rossana Beccari, Clara Jaione, Aldo Alvi, trasmesso il 12 luglio 1948
- Armando Fragna e la sua orchestra con i cantanti Rossana Beccari, Claudio Villa, Clara Jaione e Aldo Alvi, settimanale 1949
- Quando spunta la luna a Marechiaro, programma musicale con orchestra di Ernesto Nicelli, e i cantanti Claudio Villa, Lia Origoni, Rino Salviati, trasmesso il 10 gennaio 1951
- Gino Filippini e la sua orchestra, con i cantanti Claudio Villa e Attilio Bossio, trasmesso il 16 giugno 1951
- Claudio Villa e le sue canzoni, programma con l'orchestra Vis Radio diretta da Gino Conte, trasmesso il 30 gennaio 1953

## Doppiatori
Per la parte dialogata dei suoi film, Claudio Villa è stato doppiato dai seguenti attori:
- Riccardo Cucciolla in Serenata amara, Serenata per 16 bionde, Sette canzoni per sette sorelle, Canzone proibita, Primo applauso, C'è un sentiero nel cielo, Buongiorno primo amore!, La canzone del destino, La banda del buco
- Pino Locchi in Vivendo cantando... che male ti fò?, L'amore nasce a Roma, Fontana di Trevi, Quanto sei bella Roma
- Giuseppe Rinaldi in Canzone d'amore
- Cesare Barbetti in Perfide... ma belle